# Castianeira walsinghami
Castianeira walsinghami is een spinnensoort uit de familie van de loopspinnen (Corinnidae).
De wetenschappelijke naam van de soort werd in 1874 als Agroeca walsinghami gepubliceerd door Octavius Pickard-Cambridge.